# Claudio Raúl Grande
Claudio Raúl Grande (n. 3 de diciembre de 1951), Pablo, espía civil argentino condenado a 13 años de prisión en la causa “La Cacha” por ser partícipe secundario de secuestros y torturas durante su desempeño como Personal Civil de Inteligencia (PCI) en el Destacamento de Inteligencia 101, que era el órgano de espionaje de la Subzona 11, dependiente del I Cuerpo y el Batallón de Inteligencia 601.

## Biografía
Claudio Grande se incorpora al Consejo de Ingeniería del Ejército como personal civil de mayordomía durante su adolescencia, y en diciembre de 1975 ingresa al Destacamento 101 como personal transitorio (Categoría IN 16, Cuadro A2) de la Central de Reunión de Inteligencia (CRI) dirigida por Anselmo Palavezzati, la cual operaba con la Dirección de Inteligencia de la Policía Bonaerense (ex DIPBA)
Paralelo a su ingreso al Destacamento 101 del Ejército, Claudio Grande se inscribe en la Facultad de Ciencias Veterinarias de la UNLP y tal como lo indica su legajo universitario, se recibe en 1982 de Médico Veterinario. Continuó las tareas de inteligencia que ya venía desarrollando como estudiante, pero a partir de ese momento como docente: “(solicité) la posibilidad de ejercer tareas docentes que me facilitarían el acceso a las actividades que desarrollan las organizaciones de izquierda dentro de la Universidad donde cursé los estudios, facilitándose producir valiosas informaciones”. Sus superiores recomendaron otorgarle un ascenso ya que consideraron “que su infiltración entre el elemento universitario resultaría de gran valor para esta Unidad"
Según los registros, Claudio Grande fue agente civil de inteligencia hasta 1987. Identificado por sobrevivientes de la dictadura cívico militar como integrante de las guardias que vigilaban a los cautivos de La Cacha o participando de operativos de secuestro de personas que pasaron por ese centro clandestino de detención, Claudio Raúl Grande ejerció su profesión civil de veterinario en La Plata hasta 2010, momento en que fue detenido en el marco de la causa. 

### A partir del 2010
Hasta su detención, Claudio Raúl Grande sólo era conocido por su actividad como veterinario y afición a los perros. A partir del juicio oral, y a pesar de que su abogado defensor Juan José Losinno sostuvo su defensa en el hecho de que Claudio Raúl Grande había sido un simple empleado que hacía informes administrativos al cual se lo confundía con el exagente de inteligencia Estanislao Chiara Veyra, de gran parecido físico con Claudio Raúl Grande; al menos tres personas señalaron a Grande como el guardia “Pablo” que se paseaba con un ovejero alemán por el Centro Clandestino de Detención. Otros dos testigos, en cambio, identificaron la foto de Estanislao Chiara Vieyra. Pero a su vez, uno de ellos también señaló la foto de Grande: afirmó que vio dos “Pablos” en el Centro Clandestino de Detención La Cacha y agregó que los veía juntos en la Facultad de Veterinaria. Otros dos testigos, también ratificaron que había más de un “Pablo”.
Durante el juicio oral, la declaración de Enrique Núñez, secuestrado el 16 de febrero de 1977 y sobreviviente del centro clandestino de detención La Cacha, también aportó información acerca de una propiedad sobre la Calle 43 de Ensenada, donde funcionaba una perrera y en la cual trabajaba el veterinario Claudio Grande. 

Mencionó que hace alrededor de un año tomó conocimiento de una declaración en el Juicio por la Verdad de una Sra. Rima (sic. fonética), que relató que fue voluntaria en una perrera ubicada en la calle 43, que tuvo un problema por maltrato con el director, un tal Romano que la amenazó, le dijo con soberbia «no sabe quién soy yo» y «detrás de esa perrera allí están enterrados desaparecidos». Expresó que Romano falleció, que era buscado como represor y que Claudio Grande era veterinario de esa perrera. A raíz de ello, el testigo expresó que sería interesante que se efectúe una búsqueda a fin de determinar si detrás de ese lugar hay huesos de víctimas de desaparecidas o de perros. Precisó que la perrera pertenece a Ensenada, y si bien no recordaba la dirección exacta, sabía llegar, destacando que la propiedad fue usurpada por una familia conflictiva.

Este dato aportado por Enrique Nuñez sirvió para que se solicitara al Tribunal excavaciones en el predio (no obstante haberse hecho este mismo pedido hace más de diez años atrás ante la Cámara Federal de La Plata, la cual nunca lo efectivizó debido a que por entonces argumentó carecer de la ubicación precisa que, en el marco de este juicio oral, sí pudo aportar Nuñez).

## Juicio y condena
El Juicio comenzó el 18 de diciembre de 2013 (la sentencia fue dada a conocer el 24 de octubre de 2014 y los fundamentos el 19 de diciembre de 2014) y alcanzó a 21 imputados pertenecientes a la Armada, el Ejército, el gobierno de la Provincia de Buenos Aires y a la Policía y el Servicio Penitenciario Bonaerense. Involucró 147 casos de las 200 víctimas que pasaron por La Cacha hasta 1978 (año en que fue cerrado). De aquellas 200 víctimas, solo un tercio salió con vida del Centro Clandestino de Detención
La relevancia del fallo por el cual fue condenado Claudio Raúl Grande, radica en que es la primera vez que en una sentencia sobre los hechos sucedidos en un Centro Clandestino de Detención de la provincia de Buenos Aires, se afirma que “La labor de los oficiales de inteligencia no se agotaba en la individualización de las personas a detener, ya que ese era apenas el primer paso que posibilitaba las consecuentes privaciones de la libertad y los interrogatorios, tareas de las que también participaban. Como vimos, la conducción de los interrogatorios a los prisioneros en los Centros Clandestinos de Detención, de los que surgía información para efectuar nuevas detenciones, era llevada adelante por personal de inteligencia”
El Tribunal Oral Federal N° 1 de La Plata declaró a Claudio Raúl Grande cómplice del genocidio perpetrado por la dictadura cívico militar, “en calidad de partícipe secundario del delito de privación ilegítima de la libertad cometida por un funcionario público en abuso de sus funciones, agravada por haberse cometido con violencias o amenazas, reiterado en cincuenta y cinco (55) oportunidades (listado de víctimas en Fallo Completo) y triplemente agravada por haberse cometido con violencias o amenazas, por haber durado más de un mes y por haber resultado la muerte de la víctima, en perjuicio de Laura Estela Carlotto y Olga Noemí Casado, en concurso ideal con el delito de aplicación de tormentos por parte de un funcionario público a los presos que guarde, agravada por ser la víctima un perseguido político, en perjuicio de la totalidad de las víctimas, todos los casos en concurso real entre sí, habiendo todos ellos transcurrido su cautiverio en el Centro Clandestino de Detención denominado La Cacha”
En la misma línea, los represores Raúl Espinoza y Rufino Batalla, también fueron declarados partícipes secundarios y no coautores (como era el pedido de la Fiscalía para los tres civiles). De allí que se les haya otorgado condenas de 13 y 12 años de cárcel respectivamente e inhabilitación absoluta por el tiempo de la condena. Los querellantes, tampoco estuvieron de acuerdo con las penas leves que se les dictó a los civiles, al sostener que los guardias cumplieron un rol activo en el Centro.
En este sentido, los fiscales Marcelo Molina y Juan Martín Nogueira recurrieron el 29 de marzo de 2015 ante la Cámara Federal de Casación Penal el grado de participación y la pena impuesta a los dos civiles. Sostuvieron que la gravedad de los hechos no tenía correlato con las penas impuestas, y solicitaron a la Cámara de Casación que se condene a Claudio Grande y Raúl Espinoza a 25 años de prisión. También en el mismo recurso, solicitaron se modificase la calificación de los hechos que afectaron a las embarazadas desaparecidas Olga Noemí Casado y Laura Estela Carlotto, madres de los nietos restituidos Sebastián Casado Tasca e Ignacio Montoya Carlotto.